# Ісікарі (округ)
О́круг Ісіка́рі (яп. 石狩振興局, いしかりしんこうきょく,  МФА: [iɕi̥kaɾʲi ɕinkoːkʲoku̥]) — округ префектури Хоккайдо в Японії. Центральне місто округу — Саппоро. 
Заснований 1 квітня 2010 року шляхом реорганізації О́бласті Ісіка́рі (яп. 石狩支庁, いしかりしちょう, МФА: [iɕi̥kaɾʲi ɕi̥t͡ɕoː]). Остання була заснована 1922 року шляхом перейменування О́кругу Са́ппоро.

## Адміністративний поділ
- Ебецу
- Еніва
- Ісікарі
- Кіта-Хіросіма
- Саппоро: Ацубецу - Кійота - Кіта - Мінамі - Нісі - Сіроїсі - Теїне - Тойохіра - Тюо - Хіґасі
- Тітосе
- Повіт Ісікарі: Сін-Сіноцу - Тобецу

## Найбільші міста
Міста з населенням понад 10 тисяч осіб:
| № | Місто        | Населення, осіб (2009) |
| - | ------------ | ---------------------- |
| 1 | Саппоро      | 1886480                |
| 2 | Ебецу        | 122944                 |
| 3 | Тітосе       | 93146                  |
| 4 | Еніва        | 68767                  |
| 5 | Ісікарі      | 61350                  |
| 6 | Кітахіросіма | 60956                  |
| 6 | Тобецу       | 19150                  |